# Корчоне, Доменико
Доменико Корчоне (итал. Domenico Corcione; 20 апреля 1929, Турин, Пьемонт — 3 января 2020, там же) — итальянский военнослужащий, генерал инженерных войск, и политик, министр обороны Италии (1995—1996).

## Биография
Родился в Турине 20 апреля 1929 года. В 1952 году окончил военную академию в Модене и получил звание младшего лейтенанта инженерных войск. Кроме того, получил квалификацию гражданского инженера в Туринской военной академии и в военном училище сухопутных войск в Чивитавеккья.
Окончив Миланский технический университет, продолжил военную карьеру. Руководил инженерными курсами, с 1961 по 1964 год преподавал в военном училище инженерных войск (Scuola di Applicazione del Genio). В 1967—1968 годах командовал инженерным мостостроительным батальоном «Мантуя», с 1972 по 1974 год — 2-м инженерным мостостроительным полком. В 1977—1979 годах командовал механизированной бригадой «Леньяно», с октября 1983 по октябрь 1984 года — бронетанковой дивизией «Кентавр». Перешёл на службу в Оперативное управление Главного штаба сухопутных войск, далее возглавил Инфраструктурное управление Генштаба сухопутных войск, занял должность заместителя начальника 4-го отдела Генштаба и заместителя инспектора логистики сухопутных войск. С 26 июня 1985 по 17 сентября 1987 года командовал Северо-Западным военным округом. С 18 сентября 1987 по 15 мая 1989 года занимал должность президента Высшего учебного центра обороны (CASD — центр усовершенствования офицерского состава). С 16 мая 1989 по 31 декабря 1990 года являлся начальником Генерального штаба сухопутных войск, с 1 апреля 1990 по 31 декабря 1993 года являлся начальником Генерального штаба вооружённых сил, после чего ушёл в отставку по достижении предельного возраста.
С 17 января 1995 по 17 мая 1996 года являлся министром обороны Италии в правительстве Ламберто Дини.
16 октября 2003 года бывший директор Службы безопасности и военной безопасности Италии (SISMI) Серджо Сиракуза дал показания парламентской комиссии по расследованию сведений из архива Митрохина, заявив, что своевременно предоставил министру обороны Корчоне сведения о связях обоих младших статс-секретарей Министерства обороны Италии — Стефано Сильвестри (Stefano Silvestri) и Карло Мария Санторо (Carlo Maria Santoro) — со спецслужбами Чехословакии. Корчоне в ответ заявил прессе, что ничего не помнит о подобного рода обращении.

## Смерть
Умер 3 января 2020 года в возрасте 90 лет .